# 2-я Сводная казачья дивизия
2-я Сводная казачья дивизия — кавалерийское соединение в составе Русской Императорской армии. Штаб дивизии: Каменец-Подольск. Входила в 12-й армейский корпус.

## История дивизии

### Формирование
- Сформирована в 1889 году из донских, кубанских и терских полков.

### Боевые действия
4 августа 1914 г. у Городка одержала победу над австрийской конницей. 

Доблестная 2-я Казачья Сводная дивизия выступила на Великую войну с таким обучением рубке на коне, что Генерал М. И. Драгомиров, тонкий знаток военного дела, сказал в одном из своих приказов о 1-м Линейном Генерала Вельяминова полке: «Линейцы способны не только рубить, но и изрубить…» Рубили лозу по вершкам! 1-й Линейный полк сидел на прекрасных, крепких, резвых и рослых конях. В полку процветал конный спорт. Офицеры имели под собою чистокровных лошадей. Господь был над казаками. Отсюда — по-Суворовски: «Воинское обучение! Господа офицеры, какой восторг!»

…Венгерская конница поразила своею доблестью в конных атаках. Шла на пехоту в сомкнутых строях… Приняла атаку конных линейных сотен… Искусством и необычайною храбростью линейных офицеров и казаков она была побеждена, опрокинута и доведена до паники. Урок, данный казаками-линейцами в бою под Городком 4 (17) августа 1914 года имел последствием то, что Австро-венгерская конница больше не атаковала казаков. 2-я казачья Сводная дивизия не знала поражений, и с тем же искусством, верою и успехом кидалась в атаку на коне разъездами, сотнями, дивизионами и целыми бригадами.— Генерал от кавалерии Пётр Краснов

Пока 2-я Сводная казачья дивизия стояла на передовых — она и после Пасхи поражала сохранением дисциплины, и никакой депутат к ним не приезжал, да и новые газеты что-то не попадали. Но в середине апреля отвели их в тыл на отдых — и казаки стали быстро разлагаться. Начались митинги. Требовали — делить экономические денежные суммы. Требовали уже теперь выдать в постоянную носку заготовленное на год вперёд обмундирование первого срока, хотя и носимое было хорошо. И 16 Донской полк сам разобрал из цейхаузов и разрядился в новое, за ним и другие полки. И алые банты надели. Требовали — больше отпусков. Казаки! — перестали регулярно чистить и даже кормить лошадей. Требовали, чтоб офицеры с каждым бы казаком ручкались: «Мы сами такие же офицеры, не хуже их!» Болтались, пьянствовали.

Генерал Краснов собирал то комитеты, то казаков, то офицеров, вёл страстные беседы о полковом самолюбии, о великом прошлом — и раздавались голоса: «правильно, правильно!», обещали образумиться. Но не успевал генерал и отойти далеко — раздавался чей-нибудь бесшабашный голос: «Товарищи! Это что ж, нас к старому режиму гнут? под офицерскую, значит, палку?»— А. И. Солженицын. Апрель Семнадцатого
Дивизия — участница Ченстохово-Краковской операции в ноябре 1914 г., Второй Томашовской операции в июне 1915 г., а также Люблин-Холмской операции в июле 1915 г. Подразделения дивизии отличились в ходе конной атаки у Чулчице 22 июля 1915 г. Сражалась в Ровенской операции 1915 г. Отличилась 23 - 24 июня 1916 г., будучи введена в прорыв у Костюхновки.

## Состав дивизии
- 1-я бригада (Могилёв-Подольск)
  - 16-й Донской казачий генерала Грекова 8-го полк
  - 17-й Донской казачий генерала Бакланова полк
- 2-я бригада (Каменец-Подольск)
  - 1-й Линейный генерала Вельяминова полк Кубанского казачьего войска
  - 1-й Волгский полк Терского казачьего войска
- 1-й Оренбургский казачий артиллерийский дивизион (Каменец-Подольск)

## Командование дивизии

### Начальники дивизии
- 13.10.1886—10.03.1893 — генерал-майор А. П. Короченцев
- 10.03.1893—13.06.1899 — генерал-лейтенант Р. А. Хрещатицкий
- 28.07.1899—14.09.1904 — генерал-майор (с 1900 генерал-лейтенант) Домонтович, Алексей Иванович
- 13.10.1904—28.09.1906 — генерал-лейтенант А. С. Мелянин
- 14.10.1906—19.11.1907 — генерал-лейтенант М. П. Стоянов
- 19.11.1907—14.09.1911 — генерал-лейтенант Авдеев, Николай Васильевич
- 14.09.1911—31.12.1913 — генерал-лейтенант Родионов, Алексей Викторович
- 31.12.1913—24.09.1914 — генерал-лейтенант Жигалин, Леонид Иванович
- 24.09.1914—10.09.1915 — генерал-лейтенант Павлов, Александр Александрович
- 16.09.1915—04.05.1917 — генерал-майор Краснов, Пётр Николаевич
- 26.09.1917—xx.xx.xxxx — генерал-майор Черячукин, Александр Васильевич

### Начальники штаба дивизии
- 15.09.1889—02.08.1891 — полковник Воронец, Дмитрий Николаевич
- 10.08.1891—19.10.1894 — полковник А. Г. Назаров
- 15.11.1894—30.12.1899 — полковник Парчевский, Павел Антонович
- 22.02.1900—25.05.1900 — и. д. полковник Толмачёв, Иван Николаевич
- 25.07.1900—09.02.1902 — полковник Хитрово, Владимир Михайлович
- 16.02.1902—06.03.1905 — подполковник (с 14.04.1902 полковник) Шишкевич, Михаил Иванович
- 25.03.1905—09.07.1908 — полковник Болотов, Иван Михайлович
- 25.08.1908—02.09.1910 — полковник Калишевский, Анатолий Иосифович
- 12.09.1910—30.12.1914 — полковник Снесарев, Андрей Евгеньевич
- 17.01.1915—26.07.1915 — полковник Агапеев, Владимир Петрович
- 16.08.1915—21.03.1917 — подполковник (с 15.08.1916 полковник) Денисов, Святослав Варламович
- 16.05.1917—xx.xx.xxxx — Рот, Николай Александрович

### Командиры 1-й бригады
- 23.03.1889—15.01.1901 — генерал-майор В. А. Денисов
- 29.03.1901—20.07.1904 — генерал-майор Стоянов, Михаил Павлович
- 20.01.1906—12.06.1908 — генерал-майор П. П. Греков
- 19.06.1908—06.01.1913 — генерал-майор В. И. Филенков
- 06.01.1913—27.08.1913 — генерал-майор Платов, Сергей Александрович
- 27.08.1913—28.05.1917 — генерал-майор (затем генерал-лейтенант) Гуславский, Пётр Лукич
- 28.05.1917 — полковник В. Ф. Попов

### Командиры 2-й бригады
- 23.03.1889—23.03.1894 — генерал-майор А. Г. Пентюхов
- 23.03.1894—18.05.1898 — генерал-майор Домонтович, Алексей Иванович
- 31.07.1898—12.04.1903 — генерал-майор Н. Г. Вышеславцев
- 28.05.1903—08.08.1906 — генерал-майор Калитин, Пётр Петрович
- 31.08.1906—18.07.1907 — генерал-майор Г. Н. Милашевич
- 23.07.1907—16.03.1913 — генерал-майор Акулов, Василий Андреевич
- 24.04.1913—24.05.1914 — генерал-майор Ягодкин, Павел Яковлевич
- 06.06.1914—27.08.1914 — полковник Голощапов, Василий Иванович
- 14.11.1914—29.04.1917 — генерал-майор Плаутин, Николай Сергеевич
- 28.05.1917 — полковник А. С. Туроверов

### Командиры 1-го Оренбургского казачьего артиллерийского дивизиона
- 02.09.1900—12.04.1906 — полковник Николаев, Константин Михайлович
- 08.09.1906—25.07.1912 — полковник Репин, Владимир Николаевич
- 13.08.1912—11.11.1916 — войсковой старшина (с 1914 полковник) Ончоков, Александр Николаевич
- 01.12.1916 — войсковой старшина Бычков, Александр Георгиевич